# KDE
KDE là một cộng đồng quốc tế nhằm phát triển ứng dụng mã nguồn mở. Là một trung tâm phát triển trung tâm, nó cung cấp các công cụ và nguồn lực cho phép làm việc hợp tác trên loại phần mềm. Các sản phẩm nổi tiếng bao gồm Plasma Desktop, KDE Frameworks và một loạt các ứng dụng đa nền tảng như Krita hay digikam được thiết kế để chạy trên các desktop Unix và tương tự Unix, Microsoft Windows và Android.
Là một trong những dự án được tín nhiệm nhất của KKDE, Plasma Desktop là desktop chính thức/mặc định trên nhiều bản phân phối Linux, như openSUSE, Manjaro, Mageia, OpenMandriva, Chakra, Kubuntu, KaOS và PCLinuxOS, và cũng chạy được trên Microsoft Windows và Mac OS thông qua Cygwin và Fink.

## Tổng quan
Cộng đồng KDE và công việc của mình có thể được đo bằng những chủ điểm sau đây:
- KDE là một trong những cộng đồng Phần mềm Tự do đang hoạt động lớn nhất.[4]
- Hơn 2500 người đóng góp tham gia phát triển phần mềm KDE.[4] Khoảng 20 nhà phát triển mới đóng góp mã đầu tiên của họ mỗi tháng.[5]
- KDE Software bao gồm hơn 6 triệu dòng mã (không bao gồm Qt).[4]
- KDE Software đã được dịch sang hơn 108 ngôn ngữ.[6]
- KDE Software có sẵn trên hơn 114 FTP mirror chính thức tại hơn 34 quốc gia.[7]
- Một mirror chỉ đọc của tất cả các kho có thể được tìm thấy trên Github.[8]

## KDE Software
Có nhiều dự án phần mềm tự do được phát triển và duy trì bởi cộng đồng KDE.
Dự án trước đây gọi là KDE hoặc KDE SC (Software Compilation) hiện nay bao gồm ba phần:
- KDE Plasma, một platform UI cung cấp cơ sở cho các không gian làm việc khác nhau như Plasma Desktop hay Plasma Mobile
- KDE Frameworks, một bộ sưu tập của hơn 70 thư viện tự do được dựng sẵn dựa trên Qt (trước đây gọi là 'kdelibs' hay 'KDE Platform')
- KDE Applications

### KDE Plasma

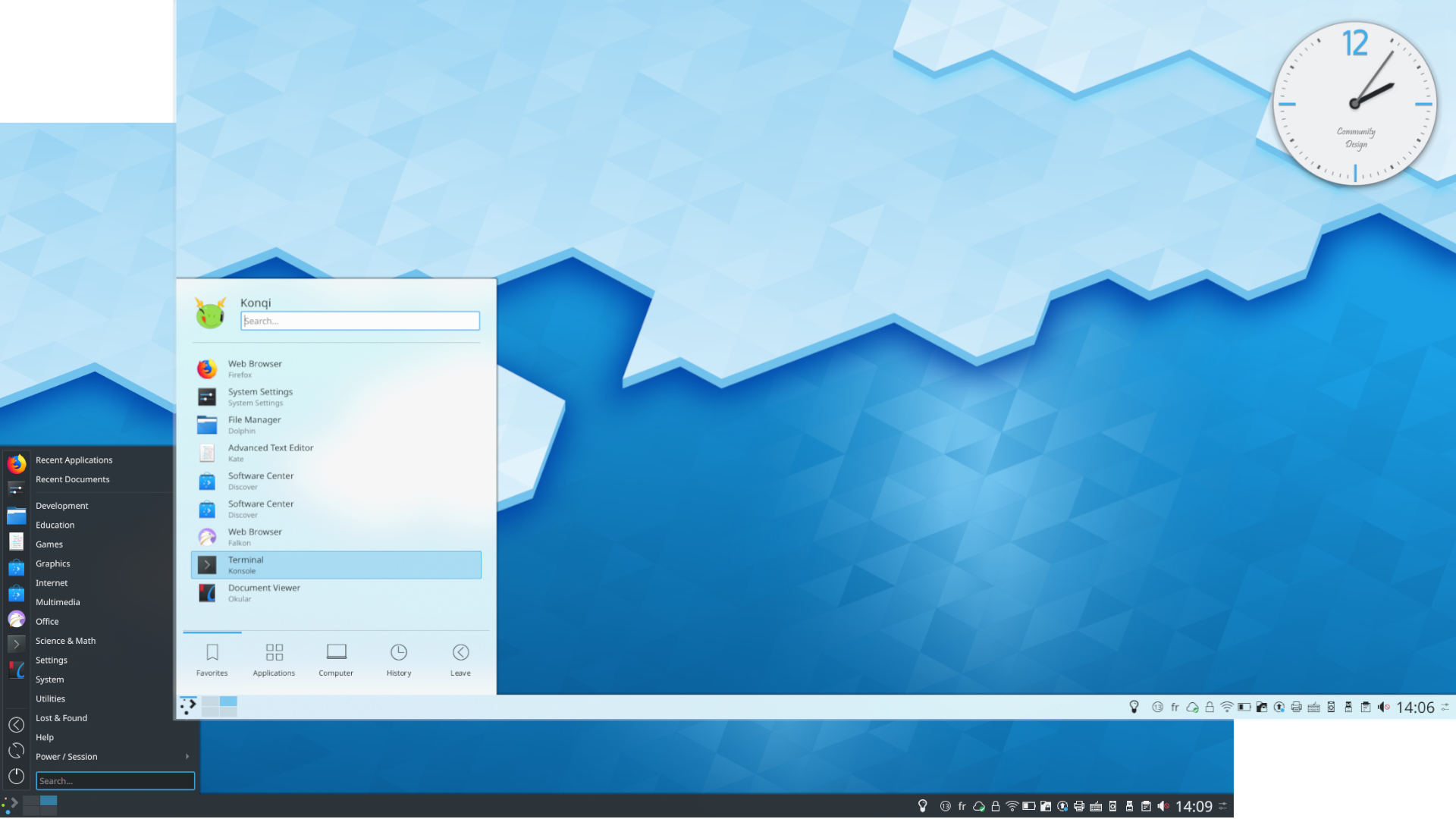
KDE Plasma 5 hiển thị theme sáng và tối.

KDE Plasma là một công nghệ giao diện người dùng có thể dễ dàng điều chỉnh để chạy trên các yếu tố hình thức khác nhau như desktop, netbook, tablet và smartphone hay thậm chí các thiết bị nhúng.
Nhãn hiệu Plasma cho không gian làm việc đồ họa đã được giới thiệu từ KDE SC 4.4 trở đi.
Trong loạt thứ tư, đã có hai không gian làm việc bổ sung bên cạnh Plasma 4 Desktop được gọi là Plasma Netbook và Plasma Active.
KDE Plasma 5 mới nhất có các không gian làm việc sau:
- Plasma Desktop cho mọi thiết bị điện toán điều khiển bằng chuột hoặc bàn phím như máy tính để bàn hoặc máy tính xách tay
- Plasma Mobile cho smartphone
- Plasma Minishell cho các thiết bị nhúng và cảm ứng,[11] như IoT hay máy tự động.
- Plasma Media Center cho TV và set-top box

### KDE Frameworks
KDE Frameworks cung cấp hơn 70 thư viện mã nguồn mở và miễn phí được xây dựng dựa trên Qt. Chúng là nền tảng cho KDE Plasma và hầu hết các ứng dụng KDE, nhưng có thể là một phần của bất kỳ dự án nào muốn sử dụng một hoặc nhiều mô-đun của nó.

#### Kirigami
Kirigami là một framework ứng dụng Qml phát triển bởi Marco Martin cho phép các nhà phát triển viết các ứng dụng chạy tự nhiên trên Android, iOS, Plasma Mobile và bất kỳ desktop Linux cổ điển nào mà không cần điều chỉnh mã.
Có một danh sách ngày càng tăng các ứng dụng như Linus Torvalds và Dirk Hohndels ứng dụng lặn biển Suburface, trình nhắn tin Banji, trình nhắn tin Kaidan hoặc trung tâm phần mềm KDE Discover.

#### Ràng buộc
Mặc dù chủ yếu được viết bằng C++, có nhiều ràng buộc cho các ngôn ngữ lập trình khác có sẵn, ví dụ: cho các ngôn ngữ lập trình sau:
- Python
- Ruby (Korundum, xây dựng trên QtRuby)
- Perl
- C# (Tuy nhiên, framework hiện tại để liên kết với C# và các ngôn ngữ.Net khác đã không được chấp nhận và chỉ thay thế biên dịch trên Windows).[17]

Chúng và các ràng buộc khác sử dụng các công nghệ sau đây:
- Smoke: để tạo các ràng buộc cho Ruby, C# và PHP
- SIP: để tạo các ràng buộc cho Python
- Kross: Tập lệnh nhúng cho các ứng dụng C++, với sự hỗ trợ cho  Ruby, Python, JavaScript, QtScript, Falcon and Java

#### Lịch sử
Trong KDE SC 4, còn được gọi là KDE Platform bao gồm tất cả các thư viện và dịch vụ cần thiết cho KDE Plasma và các ứng dụng. Bắt đầu với Qt 5, nền tảng này đã được chuyển đổi thành một tập hợp các mô-đun mà bây giờ được gọi là KDE Frameworks. Các mô-đun này bao gồm: Solid, Nepomuk, Phonon, vv. và được cấp phép theo giấy phép LGPL, BSD, Giấy phép MIT hoặc giấy phép X11.

### KDE Applications
KDE Applications là một gói phần mềm là một phần của bản phát hành KDE Applications. Tương tự Okular, Dolphin hay KDEnlive,chúng được xây dựng dựa trên KDE Frameworks và được phát hành theo lịch trình 4 tháng với số thứ tự phiên bản bao gồm YY.MM (e.g. 18.12).

### Các dự án khác

#### Extragear

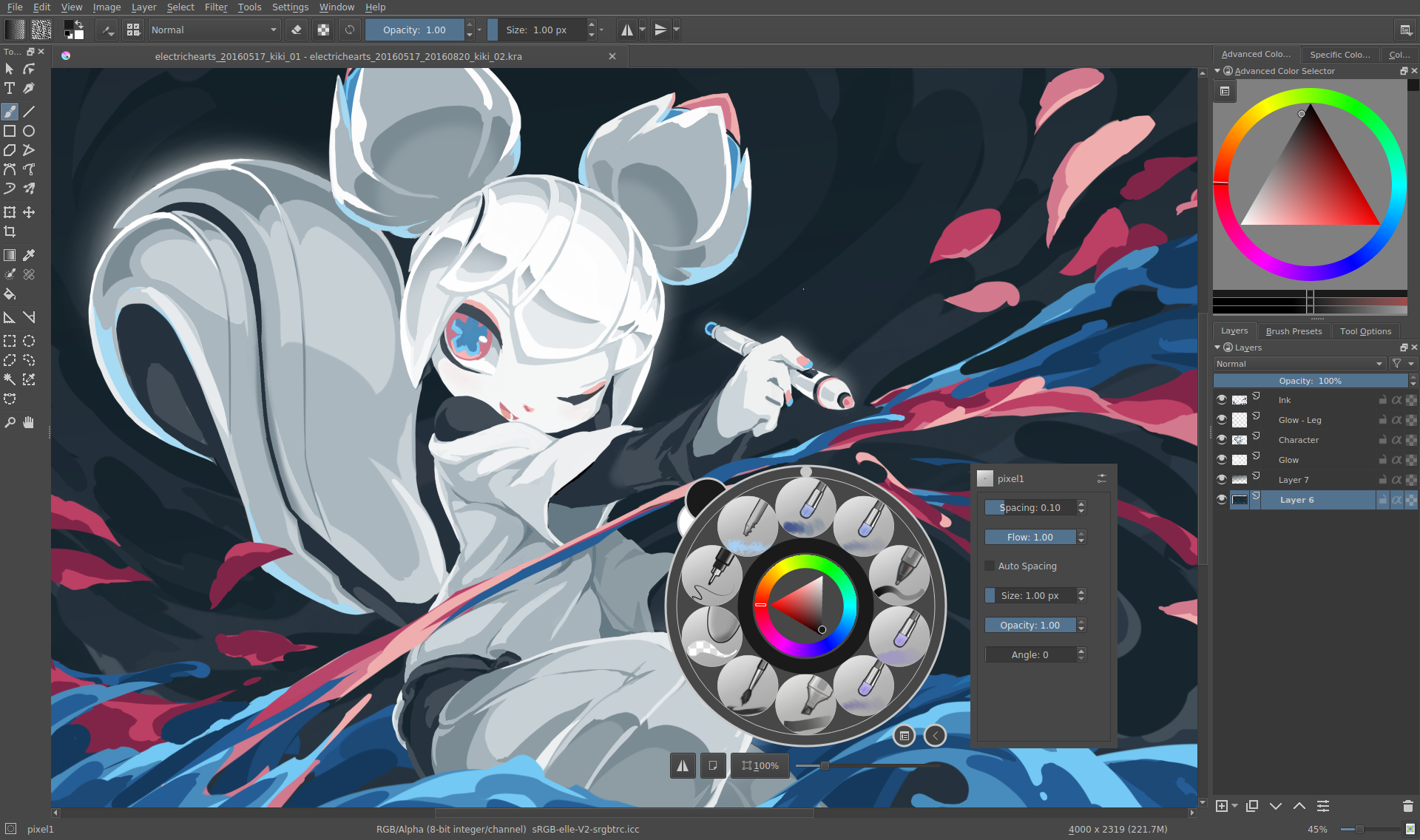
Ảnh chụp màn hình giao diện pre-alpha Krita 4.0 với kiki

Các phần mềm không phải là một phần chính thức của KDE Applications có thể được tìm thấy trong phần "Extragear". Chúng phát hành theo lịch trình riêng và có số hiệu phiên bản riêng của mình. Có nhiều ứng dụng độc lập như KTorrent, Krita hay Amarok hầu hết được thiết kế để có thể di động giữa các hệ điều hành và có thể triển khai độc lập với không gian làm việc hoặc môi trường desktop cụ thể. Một số thương hiệu bao gồm nhiều ứng dụng, chẳng hạn như Calligra Office Suite hay KDE Kontact.

#### KDE neon
KDE neon là kho lưu trữ phần mềm sử dụng Ubuntu LTS làm lõi. Nó nhằm mục đích cung cấp cho người dùng phần mềm Qt và KDE được cập nhật nhanh chóng, đồng thời cập nhật phần còn lại của các thành phần hệ điều hành từ kho lưu trữ Ubuntu với tốc độ bình thường.
KDE duy trì rằng đó không phải là "bản phân phối KDE", mà là một kho lưu trữ cập nhật của các gói KDE và Qt.
Có một phiên bản "User" và hai phiên bản "Developer" của KDE Neon.

#### WikiToLearn
WikiToLearn, viết tắt WTL, là một trong những nỗ lực mới hơn của KDE. Nó là một wiki (dựa trên MediaWiki, tương tự Wikipedia)  cung cấp một nền tảng để tạo và chia sẻ giáo trình nguồn mở. Ý tưởng là có một thư viện giáo trình đồ sộ cho bất cứ ai và mọi người được sử dụng và sáng tạo. Nguồn gốc của nó nằm ở University of Milan, nơi một nhóm chuyên ngành vật lý muốn chia sẻ ghi chú, sau đó quyết định rằng nó dành cho tất cả mọi người chứ không chỉ nhóm bạn nội bộ của họ. Họ đã trở thành một dự án KDE chính thức với một số trường đại học ủng hộ nó.

## Người đóng góp
Giống như nhiều dự án tự do nguồn mở, việc phát triển phần mềm KDE chủ yếu là các nỗ lực tình nguyện, mặc dù các công ty khác nhau, như Novell, Nokia, hay Blue Systems sử dụng hoặc thuê các nhà phát triển để làm việc trên các phần khác nhau của dự án. Vì một số lượng lớn các cá nhân đóng góp cho KDE theo nhiều cách khác nhau (ví dụ: code, dịch thuật, thiết kế), việc tổ chức một dự án như vậy rất phức tạp.

### Phát triển
Hiện tại, cộng đồng KDE sử dụng hệ thống kiểm soát sửa đổi Git. Trang web KDE Projects và QuickGit cung cấp tổng quan về tất cả các dự án được lưu trữ bởi hệ thống kho lưu trữ Git của KDE. Phabricator được sử dụng để đánh giá bản vá. Commitfilter sẽ gửi email với mỗi cam kết cho các dự án bạn muốn xem, mà không nhận được hàng tấn thư hoặc nhận thông tin không thường xuyên và dư thừa. English Breakfast Network (EBN) là tập hợp các máy thực hiện kiểm tra chất lượng nguồn gốc KDE tự động. EBN cung cấp các tài liệu xác thực KDE API, tài liệu xác thực người dùng, kiểm tra mã nguồn. Nó được vận hành bởi Adriaan de Groot và Allen Winter. Commit-Digest cung cấp tổng quan hàng tuần về hoạt động phát triển. LXR lập chỉ mục các lớp và phương thức được sử dụng trong KDE.
Ngày 20 tháng 7 năm 2009, KDE đã thông báo rằng cam kết thứ một triệu đã được thực hiện cho kho lưu trữ Subversion của nó. Ngày 11 tháng 10 năm 2009, Cornelius Schumacher, nhà phát triển chính trong KDE, đã viết về chi phí ước tính (sử dụng mô hình COCOMO với SLOCCount) để phát triển gói phần mềm KDE với 4.273.291 LoC, có giá khoảng 175.364.716 USD Ước tính này không bao gồm Qt, Calligra Suite, Amarok, Digikam, và các ứng dụng khác không phải là một phần của lõi.

### The Core Team
Định hướng tổng thể được thiết lập bởi KDE Core Team.Đây là những nhà phát triển đã đóng góp đáng kể trong KDE trong một thời gian dài. Nhóm này liên lạc bằng cách sử dụng mailinglist kde-core-devel, được lưu trữ công khai và có thể đọc được, nhưng việc tham gia cần phải có sự chấp thuận. KDE không có một lãnh đạo trung tâm duy nhấtcó thể phủ quyết các quyết định quan trọng. Thay vào đó, KDE core team bao gồm vài chục người đóng góp đưa ra quyết định. Các quyết định không bỏ phiếu chính thức, nhưng thông qua các cuộc thảo luận. Các nhà phát triển cũng tổ chức cùng với các nhóm chuyên đề. Ví dụ, nhóm KDE Edu phát triển phần mềm giáo dục miễn phí. Mặc dù các nhóm này hoạt động chủ yếu độc lập và không phải tất cả đều tuân theo lịch phát hành chung. Mỗi đội có các kênh nhắn tin riêng, cả trên IRC và trên mailinglist. Và họ có chương trình cố vấn giúp người mới bắt đầu.

### Các nhóm khác
Cộng đồng KDE có nhiều nhóm nhỏ hơn làm việc hướng tới các mục tiêu cụ thể. Nhóm trợ năng giúp KDE có thể truy cập được đối với tất cả người dùng, kể cả những người có khuyết tật vật lý. Nhóm nghệ thuật đã thiết kế hầu hết các tác phẩm nghệ thuật được sử dụng bởi phần mềm như biểu tượng, hình nền và theme. Họ cũng đã sản xuất đồ họa cho áo phông và trang web. Các cuộc thảo luận của nhóm hoạt động tích cực nhất trên kênh IRC. Nhóm Bugsquad theo dõi các lỗi đến. Họ xác minh rằng có một lỗi tồn tại, rằng nó có thể tái tạo và reporter đã cung cấp đủ thông tin. Mục tiêu là giúp các nhà phát triển nhận thấy các lỗi hợp lệ nhanh hơn và tiết kiệm thời gian của họ. Nhóm Documentation team viết các tài liệu cho ứng dụng. Nhóm sử dụng định dạng DocBook và các công cụ tùy chỉnh để tạo tài liệu. Nhóm Bản địa hóa dịch các phần mềm KDE sang nhiều ngôn ngữ khác nhau. Nhóm này làm việc cùng với Documentation team. Nhóm Tiếp thị và Quảng bá quản lý tiếp thị và quảng bá. Nhóm viết bài báo, thông báo phát hành và các trang web khác trên các trang web KDE. Các bài viết của KDE.News được gửi bởi nhóm. Nó cũng có các kênh tại các trang truyền thông xã hội để truyền thông và quảng bá. Họ cũng tham dự các sự kiện hội nghị. Nhóm Nghiên cứu Research cải thiện sự hợp tác với bên ngoài để đạt được nhiều nghiên cứu được tài trợ hơn. Họ hỗ trợ các thành viên cộng đồng bằng cách cung cấp thông tin, điều hướng các cơ quan và các đối tác nghiên cứu phù hợp. Nhóm usability team viết Hướng dẫn giao diện con người (HIG) cho các nhà phát triển và họ thường xuyên đánh giá các ứng dụng KDE. HIG cung cấp một bố cục tiêu chuẩn. Nhóm Web team duy trì trang web của KDE. KDE Women giúp phụ nữ đóng góp và khuyến khích phụ nữ nêu ý kiến tại các hội nghị.
Nhóm phát hành định nghĩa và thực hiện các bản phát hành phần mềm chính thức. Nhóm chịu trách nhiệm thiết lập lịch phát hành cho các bản phát hành chính thức. Điều này bao gồm ngày phát hành, thời hạn cho các bước phát hành riêng lẻ và hạn chế thay đổi mã. Nhóm phát hành phối hợp ngày phát hành với các nỗ lực tiếp thị và báo chí của KDE. Nhóm phát hành bao gồm các Điều phối viên mô-đun, người liên lạc của nhóm tiếp thị và những người thực sự làm công việc gắn thẻ và tạo các bản phát hành.

### KDE Patrons
Một KDE Patron là một cá nhân hoặc tổ chức hỗ trợ cộng đồng  KDE bằng cách quyên góp ít nhất 5000 Euro (tùy thuộc vào quy mô của công ty) cho KDE e.V. Tính đến tháng 10 năm 2017, có sáu patrons như vậy: Blue Systems, Canonical Ltd., Google, Private Internet Access, SUSE, và The Qt Company.

## Cấu trúc cộng đồng

### Mascot

#### Konqi

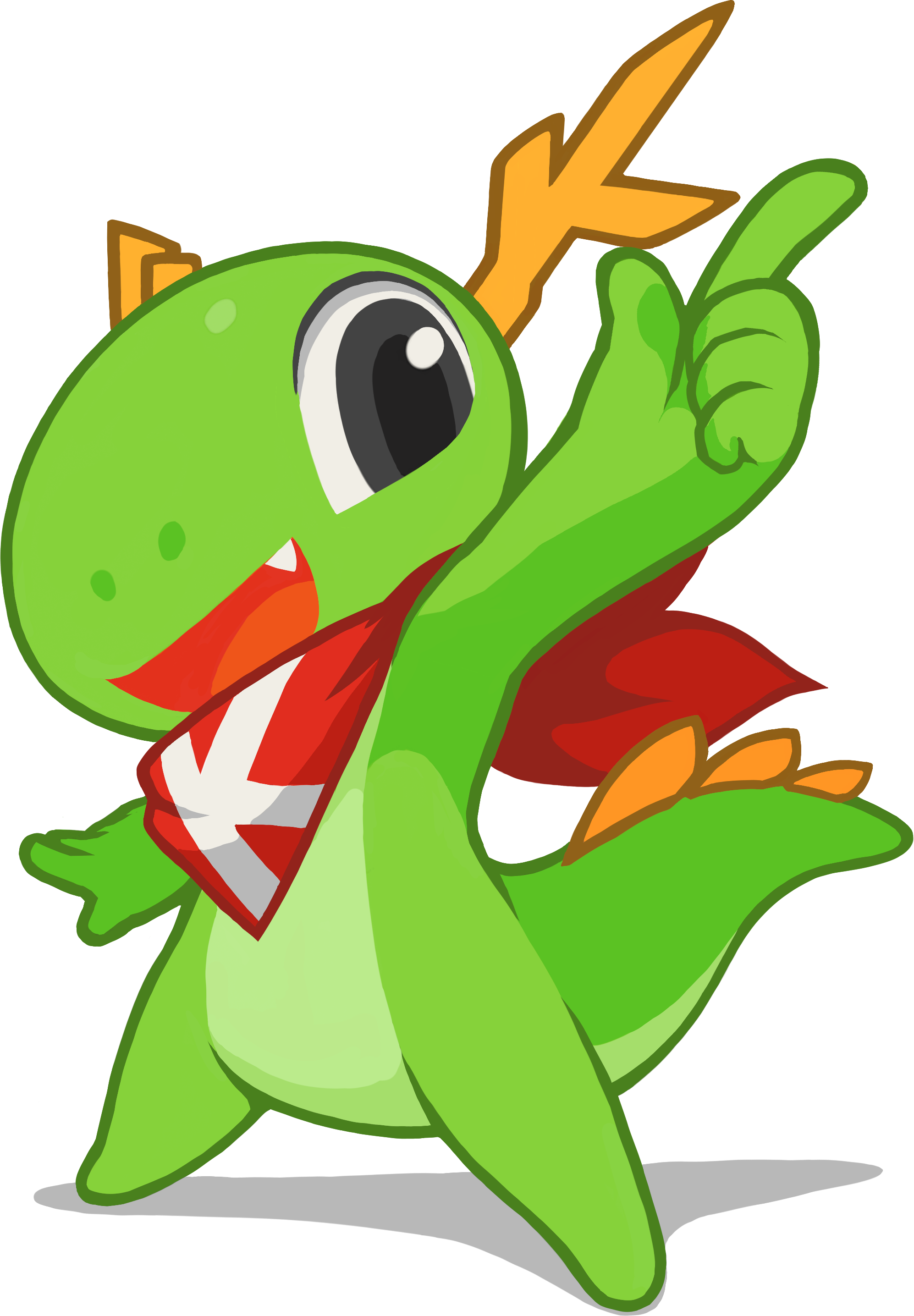
Konqi

Mascot của cộng đồng KDE là một chú rồng xanh có tên là Konqi. Konqi có một người bạn tên là Katie. Kandalf là linh vật trước đây của cộng đồng KDE trong các phiên bản 1.x và 2.x. Sự giống nhau của Kandalf với nhân vật Gandalf dẫn đến suy đoán rằng linh vật đã được chuyển sang Konqi do lo ngại vi phạm bản quyền, nhưng điều này chưa bao giờ được KDE xác nhận, đơn giản chỉ nói rằng Konqi đã được sử dụng do vẻ ngoài quyến rũ của anh ta. Sự xuất hiện của Konqi đã chính thức được thiết kế lại với sự xuất hiện của Plasma 5,  với mục nhập của Tyson Tan(Xem bên phải) chiến thắng trong cuộc thi thiết kế lại trên KDE Forums.

#### Katie

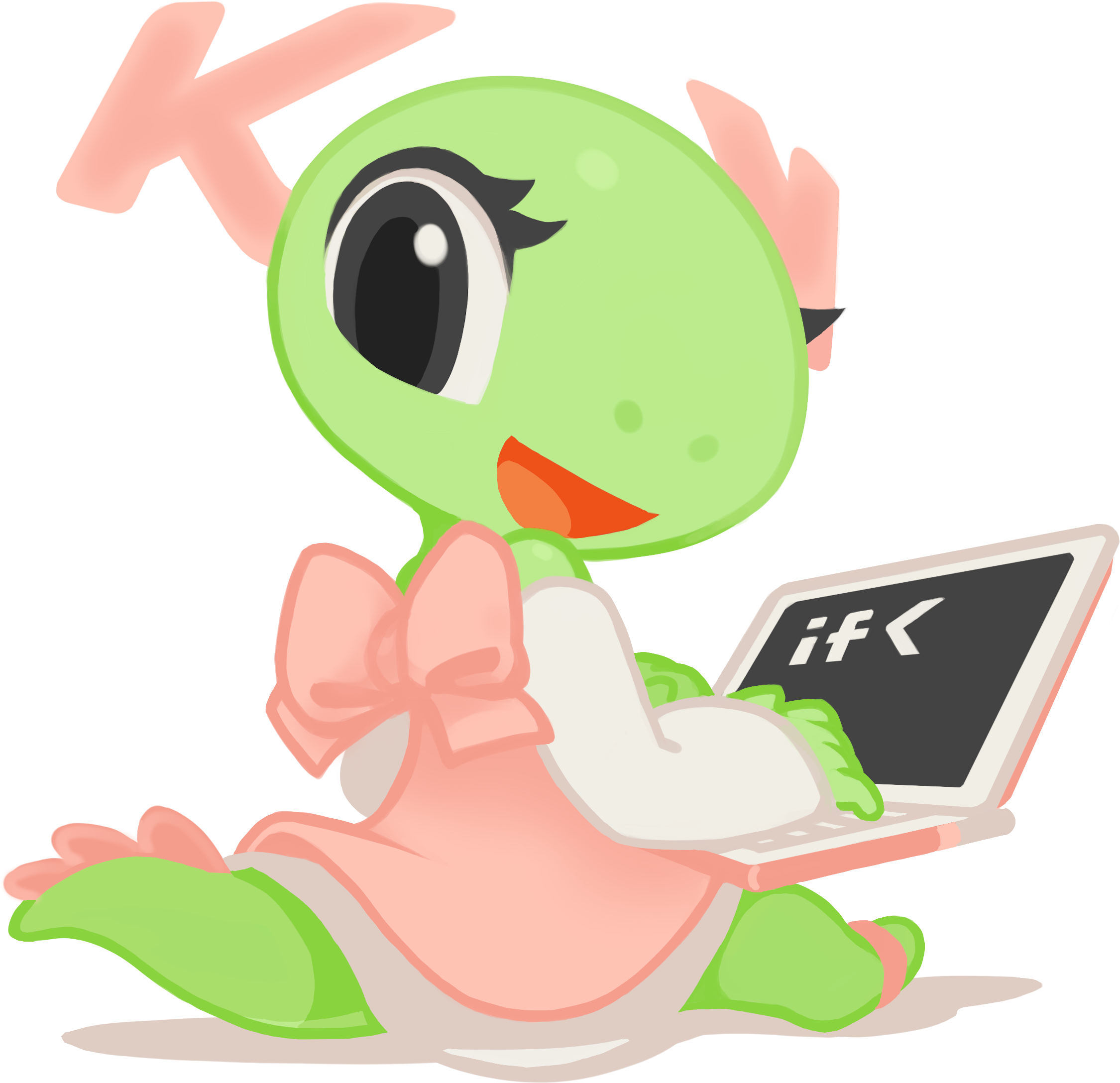
Katie

Katie là một con rồng cái. Nó được trình bày vào năm 2010. Được bổ nhiệm làm linh vật cho cộng đồng phụ nữ KDE.

#### Những con rồng khác

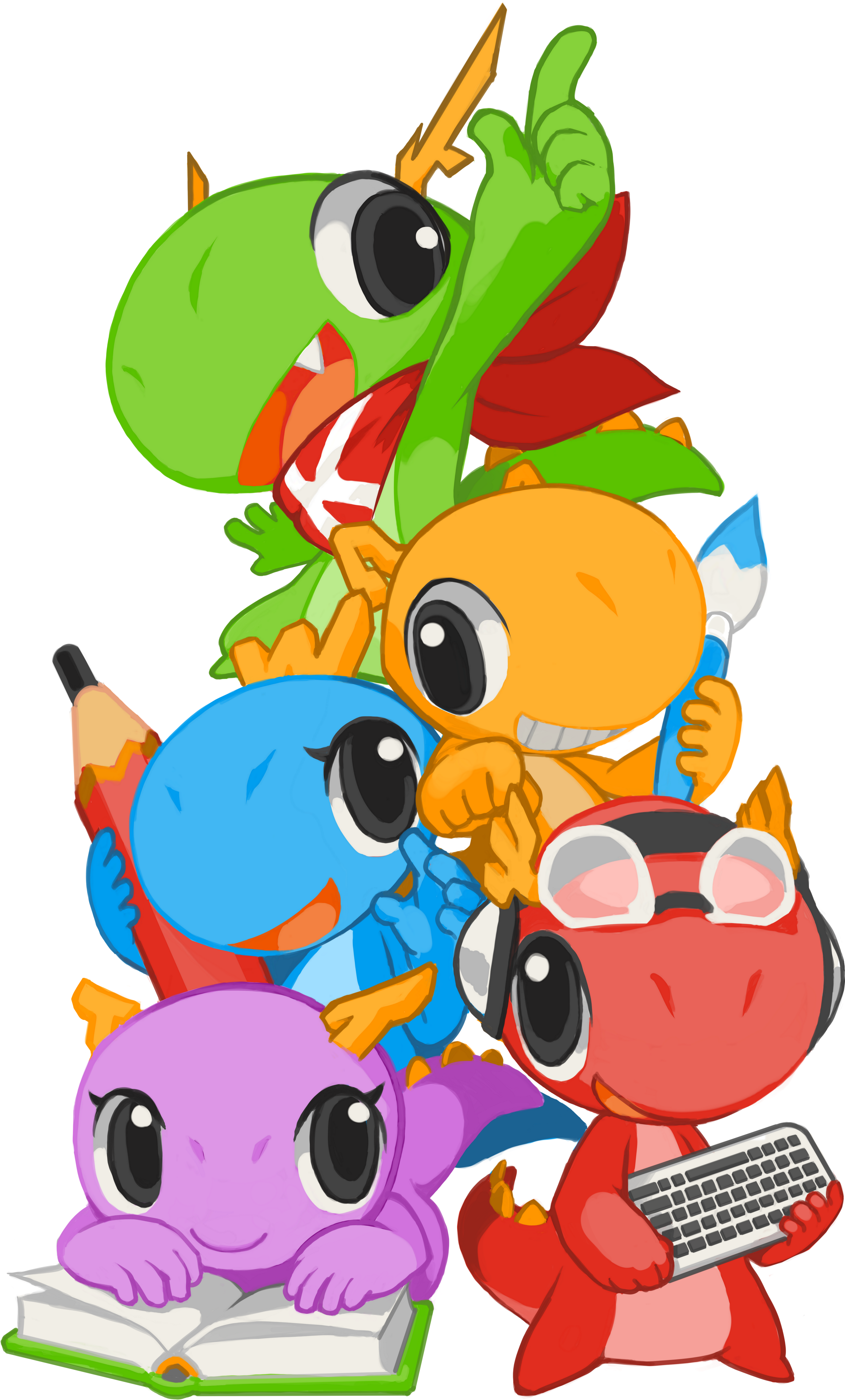
Konqi và những người bạn sặc sỡ

Những con rồng khác với màu sắc và ngành nghề khác nhau đã được thêm vào Konqi như một phần của concept thiết kế lại của Tyson Tan. Mỗi con rồng có một cặp gạc hình chữ cái phản ánh vai trò của chúng trong cộng đồng KDE.
Ví dụ:
- Gạc K: Không chỉ rõ
- Gạc A: artists - Họa sĩ
- Gạc E: engineers - Kỹ sư
- Gạc F: facilitators - Hướng dẫn viên

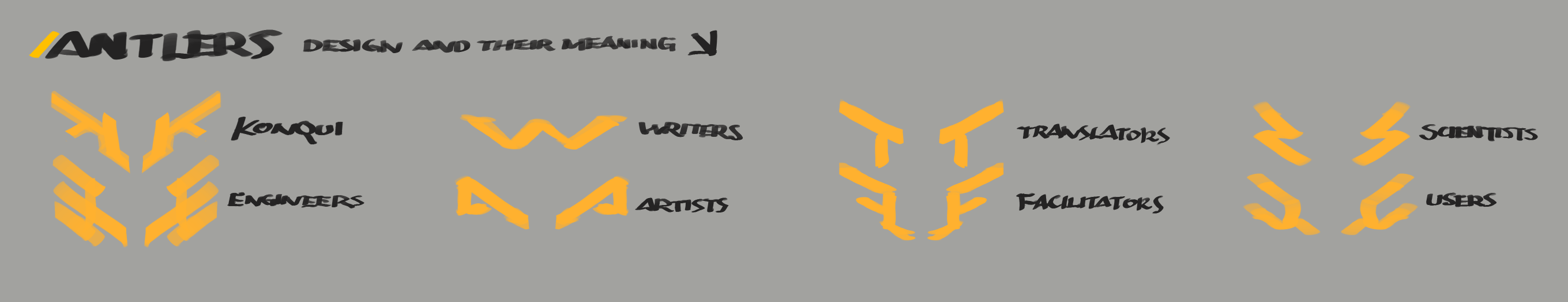
Gạc

- Gạc S: scientists - Khoa học
- Gạc T: translators - Dịch giả
- Gạc U: users - Người dùng
- Gạc W: writers

### Tổ chức
Các vấn đề tài chính và pháp lý của KDE được xử lý bởi KDE e.V., một tổ chức phi lợi nhuận của Đức có trụ sở ở Berlin. Tổ chức này cũng hỗ trợ các thành viên cộng đồng trong việc tổ chức các hội nghị và cuộc họp của họ. KDE e.V. giúp chạy các máy chủ cần thiết bởi cộng đồng KDE. Nó sở hữu nhãn hiệu KDE và logo tương ứng. Nó trả chi phí đi lại cho các cuộc họp và trợ cấp cho các sự kiện. Các nhóm làm việc được thành lập được thiết kế để chính thức hóa một số vai trò trong KDE và để cải thiện sự phối hợp trong KDE cũng như liên lạc giữa các bộ phận khác nhau của KDE. KDE e.V. không ảnh hưởng đến sự phát triển phần mềm. Logo của KDE e.V. được đóng góp bởi David Vignoni. Ba lá cờ trên đầu logo đại diện cho ba nhiệm vụ chính của  KDE e.V.: Hỗ trợ cộng đồng, đại diện cho cộng đồng và quản lý cộng đồng.
Các cuộc họp, máy chủ và các sự kiện liên quan đến nhà phát triển của cộng đồng KDE thường được tài trợ bởi các cá nhân, trường đại học và doanh nghiệp. Các thành viễn hỗ trợ của KDE e.V. là những thành viên phi thường hỗ trợ KDE thông qua đóng góp tài chính hoặc vật chất. Các thành viên hỗ trợ được quyền hiển thị logo "Member of KDE" trên trang web hoặc trong các tài liệu in ấn của họ. Patron of KDE là thành viên hỗ trợ cao nhất. Patrons of KDE cũng được quyền hiển thị logo "Patron of KDE" trên trang web hoặc trong các tài liệu in ấn của họ. Ngày 15 tháng 10 năm 2006, it was announced that Mark Shuttleworth đã trở thành Patron of KDE đầu tiên. Ngày 7 tháng 7 năm 2007, Intel Corporation và Novell cũng đã trở thành patrons of KDE. Tháng 1 năm 2010, Google đã trở thành một thành viên hỗ trợ. Vào ngày 9 tháng 6 năm 2010, KDE e.V. đã phát động chiến dịch "Join the Game". Chiến dịch này thúc đẩy ý tưởng trở thành thành viên hỗ trợ cho các cá nhân. Nó được cung cấp cho những ai muốn hỗ trợ KDE, nhưng không có đủ thời gian để làm điều đó. Georg Greve, người sáng lập Free Software Foundation Europe (FSFE) là người đầu tiên 'join the game'.

### Các cộng đồng bản địa
Tại nhiều quốc gia, KDE có các chi nhánh địa phương. Đây là các tổ chức không chính thức  (KDE India) hoặc giống như KDE e.V., được cung cấp một hình thức pháp lý (KDE France). Các tổ chức địa phương tổ chức và duy trì các trang web khu vực, và tổ chức các sự kiện địa phương, chẳng hạn như hội chợ, các cuộc họp cộng tác viên và các cuộc họp cộng đồng xã hội.

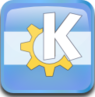
Logo KDE–AR

KDE–AR (KDE Argentina) là hội nhóm của các nhà phát triển và người dùng KDE tại Argentina, và được chính thức khai trương vào ngày 22 tháng 11 năm 2008 tại một cuộc họp trong một kênh IRC. Họ tổ chức các bữa tiệc phát hành vào các ngày lễ để chào mừng việc phát hành các phiên bản mới của KDE SC kể từ 4.2. KDETHER AR có mailing list và kênh IRC riêng.
KDE Brasil được sáng lập bởi một số nhóm địa phương ở Brazil, như KDE–MG, Live Blue, KDE Piauí, và KDE–RS. Mục tiêu chính của các nhóm địa phương là thúc đẩy khu vực và định hướng đóng góp của các thành viên, và vẫn duy trì sự hài hòa với cộng đồng KDE Brazil. KDE–MGlaf nhóm bản địa tại Minas Gerais. Ý tưởng về việc cấu trúc nhóm đã nảy sinh trong FISL (Fórum Internacional Software Livre) 10. Live Blue là một nhóm làm việc KDE ở Bahia. KDE Piauí à một nhóm người dùng và người đóng góp của KDE tại Piauí. Ý tưởng đã ra đời tại Software Freedom Day Teresina 2009 và đã được cụ thể hóa trong Akademy–Br 2010, nơi nhóm được chính thức tạo ra. KDE–RS là một nhóm người dùng KDE từ Rio Grande do Sul. KDE Lovelace là một nhóm người dùng và cộng tác viên người Brazil ở KDE.
KDE España đã được đăng ký như một hiệp hội theo luật pháp Tây Ban Nha vào năm 2009. Mục đích là kích thích sự phát triển và sử dụng phần mềm KDE ở Tây Ban Nha. Cơ quan quản lý tối cao của nó là hội đồng chung. Thông thường cũng như các hội đồng chung bất thường có thể được tổ chức. Một hội nghị chung thông thường được tổ chức ít nhất một lần một năm. Hội đồng chung bất thường được tổ chức khi cần thiết. Hội đồng bao gồm chủ tịch, phó chủ tịch, thư ký, thủ quỹ và các thành viên. Trong hội đồng hiện tại có Aleix Pol i Gonzàlez (chủ tịch), Alejandro Fiestas Olivares (phó chủ tịch), Víctor Blázquez Francisco (thư ký), và José Millán Soto (thủ quỹ). Ngoài ra, KDE España là đại diện chính thức của KDE e.V. tại Tây Ban Nha.
KDE.in (KDE India), thành lập năm 2005,cung cấp cho người dùng và nhà phát triển KDE Ấn Độ một trung tâm cộng đồng để phối hợp và hỗ trợ lẫn nhau. Bên cạnh những nỗ lực trong việc quốc tế hóa và bản địa hóa, mục tiêu chính là thúc đẩy việc tạo và điều chỉnh các ứng dụng KDE theo nhu cầu cụ thể của Ấn Độ.
Japan KDE Users' Group (JKUG/日本 KDE ユーザ会 Nihon KDE Yūzakai) là nhóm KDE của người dùng bản địa Nhật Bản. Các loại thành viên của hiệp hội là Thành viên doanh nghiệp (法人会員 hōjin kaiin) và Thành viên cá nhân (個人会員 kojin kaiin). Khoảng 15 thành viên hình thành các thành viên tích cực. Các nhận sự chính bao gồm một Chủ tịch (会長 kaichō), hai Phó Chủ tịch (副会長 fuku-kaichō) và một kế toán. Hiện tại, chủ tịch là Daisuke Kameda (亀田大輔 Kameda Daisuke), phóa chủ tịch là Taiki Komoda (菰田泰生 Komoda Taiki) và Satoru Satō (佐藤暁 Satō Satoru). Hiệp hội tổ chức một đại hội thường niên vào tháng 12. Các hoạt động của nó bao gồm dịch thông điệp sang tiếng Nhật, tạo các bản vá cho đa ngôn ngữ và trao đổi thông tin về KDE/Qt.
KDE GB là một cộng đồng KDE có điều lệ tại Anh. Tại cuộc họp vào tháng 10 năm 2010, họ đã đồng ý đăng ký làm từ thiện.
KDE-ir (فارسی KDE)là một cộng đồng KDE của người Iran
Korean KDE Users Group được bắt đầu vào năm 1999. Công việc của nhóm chủ yếu là dịch thuật.
KDE România thành lập ở Romania năm 2013.

### Truyền thông

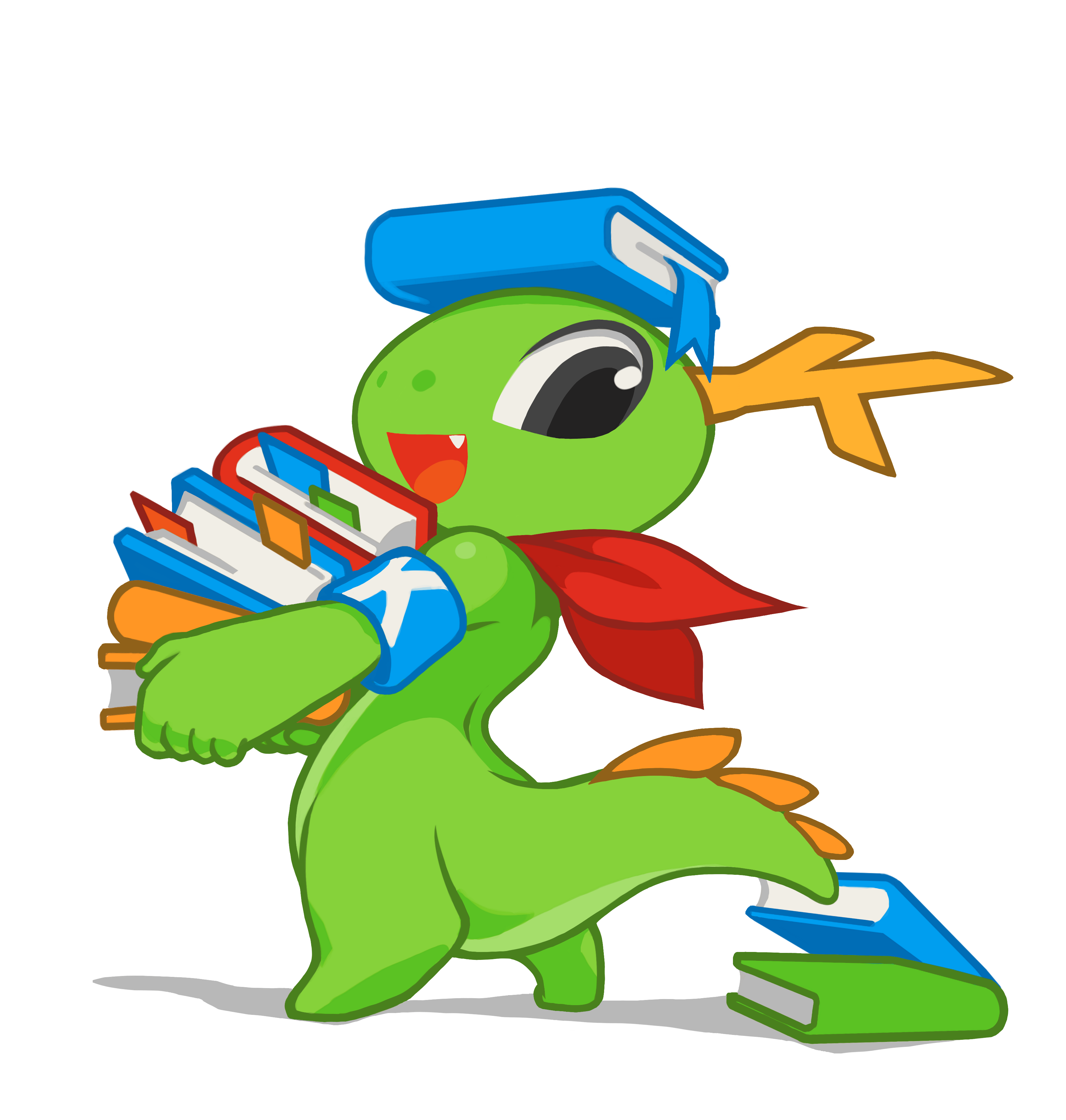
KDE mascot Konqi managing documentation

Truyền thông trong cộng đồng diễn ra thông qua mailing lists, IRC, blogs, forums, thông báo tin tức, wikis và các hội nghị. Cộng đồng có Quy tắc ứng xử (Code of Conduct) cho hành vi được chấp nhận trong cộng đồng.
Mailing lists là một trong số các kênh truyền thông chính. Kde list dành cho thảo luận người dùng và Kde-announce để cập nhật phiên bản, bản vá bảo mật và các thay đổi khác. Các danh sách phát triển chung là Kde-devel, kết nối các nhà phát triển, và Kde-core-devel, được sử dụng để thảo luận về sự phát triển của KDE Platform. Nhiều ứng dụng cũng có mailing lists riêng.
KDE Community Forums đang được tích cực sử dụng. "KDE Brainstorm", cho phép người dùng gửi ý tưởng cho nhà phát triển. Yêu cầu sau đó có thể được xem xét bởi người dùng khác. Cứ sau vài tháng, các tính năng được bình chọn cao nhất sẽ được gửi cho các nhà phát triển. Các bot IRC thông báo các chủ đề và bài đăng mới trên các kênh IRC, bằng cách biên tập các bài đăng trên diễn đàn vào các tin nhắn trong danh sách gửi thư và bằng cách cung cấp các nguồn cấp RSS.
KDE có ba wikis: UserBase, TechBase và Community Wiki. Chúng được dịch bởi phần mở rộng MediaWiki Translate. UserBase cung cấp các tài liệu cho người dùng cuối: thủ thuật, liên kết trợ giúp và danh sách các ứng dụng. Logo của nó được thiết kế bởi Eugene Trounev. TechBase cung cấp các tài liệu kỹ thuật cho nhà phát triển và quản trị hệ thống. Community Wiki hối hợp các nhóm cộng đồng. Nó được sử dụng để xuất bản và chia sẻ thông tin nội bộ cộng đồng.
Kênh IRC cung cấp các thảo luận thời gian thực. Planet KDEđược tạo từ blog của những người đóng góp của KDE. KDE.News là trang web của các thông báo tin tức văn phòng. KDE Buzz theo dõi identi.ca, Twitter, Picasa, Flickr và YouTube để hiển thị hoạt động truyền thông xã hội liên quan đến KDE. KDE Pastebin cho phép đăng đoạn mã nguồn và cung cấp tô sáng cú pháp để dễ dàng xem lại mã. Các phần có thể được bảo vệ bằng mật khẩu. RSS thông báo về bài viết mới. KDE Bug Tracking System sử dụng Bugzilla để quản lý các báo cáo và sửa lỗi. "Behind KDE" cung cấp các phỏng vấn những người đóng góp KDE.

### Nhận dạng
KDE có hướng dẫn nhận dạng cộng đồng (CIG) cho các định nghĩa và khuyến nghị giúp cộng đồng thiết lập một thiết kế độc đáo, đặc trưng và hấp dẫn. Logo chính thức của KDE hiển thị hình dạng K-Gear được đăng ký nhãn hiệu màu trắng trên hình vuông màu xanh với các góc được giảm nhẹ. Việc sao chép Logo KDE phải tuân theo LGPL. Một số logo cộng đồng địa phương là dẫn xuất của logo chính thức.Các nhãn phần mềm KDE được các nhà sản xuất phần mềm sử dụng để cho thấy rằng họ là một phần của cộng đồng KDE hoặc họ sử dụng KDE Platform.Có ba nhãn có sẵn. Nhãn Powered by KDE được sử dụng để cho thấy rằng một ứng dụng có được sức mạnh từ cộng đồng KDE và từ nền tảng phát triển KDE. Nhãn Built on the KDE Platform cho biết ứng dụng sử dụng KDE platform. Nhãn Part of the KDE familyđược sử dụng bởi các tác giả ứng dụng để tự nhận mình là một phần của cộng đồng KDE.
Nhiều ứng dụng KDE có một chữ K trong tên gọi, chủ yếu là một chữ cái đầu tiên. Chữ K trong nhiều ứng dụng KDE có được bằng cách thay thế một từ bắt đầu bằng C hoặc Q khác nhau, ví dụ Konsole và Kaffeine. Ngoài ra, một số chỉ tiền tố một từ thường được sử dụng với K, ví dụ như KGet.Tuy nhiên, trong số các ứng dụng và công nghệ, xu hướng không có tên K nào cả, chẳng hạn như Stage and Dolphin.

## Hợp tác với các tổ chức khác

### Wikimedia

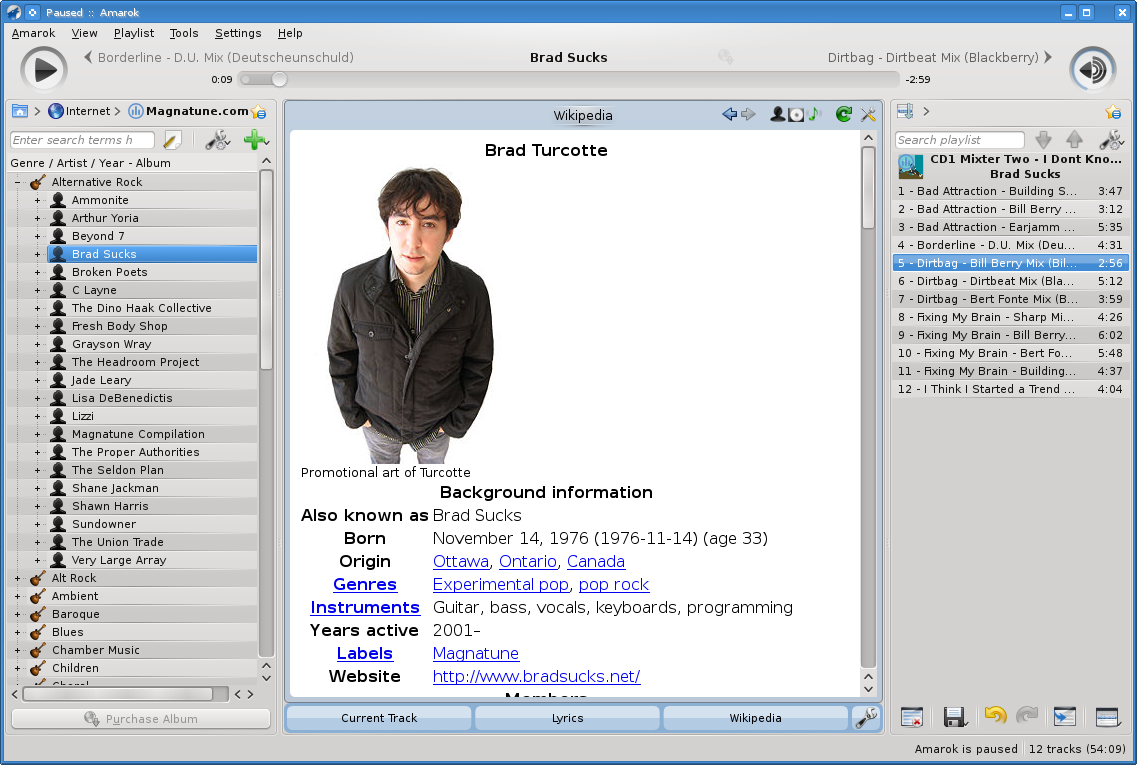
Amarok với thông tin lấy từ Wikipedia

Ngày 23 tháng 6 năm 2005, chủ tịch của Wikimedia Foundation đã thông báo rằng cộng đồng KDE và Wikimedia Foundation đã bắt đầu nỗ lực hợp tác. Thành quả của sự hợp tác đó là tô sáng cú pháp của MediaWiki trong Kate và truy cập nội dung Wikipedia trong các ứng dụng KDE, như Amarok và Marble.
Ngày 4 tháng 4 năm 2008 KDE e.V. và Wikimedia Deutschland đã mở văn phòng chia sẻ tại Frankfurt. Tháng 9 năm 2009 KDE e.V. chuyển đến văn phòng chia sẻ với Free Software Foundation Europe tại Berlin.

### Free Software Foundation Europe
Tháng 5 năm 2006, KDE e.V. trở thành Thành viên liên kết của Free Software Foundation Europe (FSFE).
Ngày 22 tháng 8 năm 2008, KDE e.V. và FSFE cùng tuyên bố rằng sau khi làm việc với N FSFE's Freedom Task Forctrong một năm rưỡi KDE thông qua FSFE's Fiduciary Licence Agreement. Sử dụng điều đó, các nhà phát triển KDE có thể - trên cơ sở tự nguyện - gán bản quyền của họ cho KDE e.V.
Tháng 9 năm 2009, KDE e.V. và FSFE chuyển đến văn phòng chia sẻ tại Berlin.

### Doanh nghiệp thương mại
Một số công ty đóng góp tích cực cho KDE, như Collabora, Erfrakon, Intevation GmbH, Kolab Konsortium, Klarälvdalens Datakonsult AB (KDAB), Blue Systems, và KO GmbH.
Nokia đã dùng Calligra Suite làm cơ sở cho ứng dụng Office Viewer của họ cho Maemo/MeeGo. Họ cũng đã ký hợp đồng với KO GmbH để mang các bộ lọc định dạng fiel MS Office 2007 lên Calligra. Nokia cũng sử dụng trực tiếp một số nhà phát triển KDE - để sử dụng phần mềm KDE cho MeeGo (ví dụ KCal) hoặc làm tài trợ.
Các công ty tư vấn và phát triển phần mềm Intevation GmbH của Đức và Swedish KDAB dùng phần mềm Qt và KDE – đặc biệt là Kontact và Akonadi cho Kolab – cho các dịch vụ và sản phẩm của họ, do đó cả hai đều sử dụng các nhà phát triển KDE.

### Khác
KDE thanh gia vào freedesktop.org, một nỗ lực để chuẩn hóa khả năng tương tác của desktop Unix.
Năm 2009 và 2011, GNOME và KDE đã đồng tổ chức các hội nghị của họ Akademy và GUADEC dưới tên goi Desktop Summit.
Tháng 12/2010 KDE e.V. trở thành người được cấp phép của Open Invention Network.
Nhiều bản phân phối Linux và cá hệ điều hành tự do khác có liên quan đến việc phát triển và phân phối phần mềm, và do đó cũng hoạt động trong cộng đồng KDE. Chúng bao gồm các nhà phân phối thương mại như SUSE/Novell hay Red Hat nhưng cũng có các tổ chức phi thương mại do chính phủ tài trợ như Scientific and Technological Research Council of Turkey với bản phân phối Pardus của họ.
Tháng 10/2018, Red Hat tuyên bố rằng KDE Plasma không còn được hỗ trợ trong các bản cập nhật trong tương lai của Red Hat Enterprise Linux, mặc dù nó vẫn tiếp tục là một phần của Fedora. Thông báo này được đưa ra ngay sau khi công bố mua lại Red Hat của IBM với giá trị gần 43 tỷ USD.